# Clion (Indre)
Clion település Franciaországban, Indre megyében. Lakosainak száma 1007 fő (2022. január 1.). Clion Arpheuilles, Châtillon-sur-Indre, Murs, Palluau-sur-Indre, Le Tranger és Villiers községekkel határos.

## Népesség
A település népességének változása:
| Lakosok száma | 1561 | 1387 | 1156 | 1137 | 1106 | 1063 | 1023 | 1014 | 996  | 1007 |
|               | 1968 | 1982 | 1999 | 2006 | 2011 | 2015 | 2017 | 2018 | 2020 | 2022 |